# Lana Trotovšek
Lana Trotovšek, slovenska violinistka, * 1983, Ljubljana.
Lana Trotovšek se je v času študija na ljubljanski Akademiji za glasbo izpopolnjevala pri prof. Volodji Balzalorskem in prof. Primožu Novšaku. Sprejeta je bila tudi na akademijo Mozarteum v Salzburgu, kjer je bila študentka prof. Ruggiera Riccija. Na podiplomskem študiju na Trinity College v Londonu se je izpopolnjevala pri prof. Vasku Vassilevu, Borisu Brovtsynu, trenutno pa je v razredu prof. Rivke Golani. Nagrajena je bila na mednarodnih in drzavnih tekmovanjih. Udeležila se je številnih mojstrskih tečajev priznanih in svetovno znanih violinistov kot so Ivry Gitlis, Ruggiero Ricci, Pierre Amoyal,Igor Ozim, Pavel Berman, Lev Guelbard, Rudolf Gahler itd. Kot solistka je nastopila s Slovensko Filharmonijo, orkestrom Hungarian Virtuosi, Four Seasons iz Moskve, Vox Aurae iz Italije, Gaudeamus, Pro Musica, simfoničnim orkestrom SGBŠ Ljubljana in komornim orkestrom TCM iz Londona. Nastopila je v priznanih koncertnih dvoranah kot so Teatro la Finice v Benetkah, Koncert Haus na Dunaju in Mozarteum v Salzburgu in na festivalih kot so Emillia Romagna, Santander, Novi Sad... Je tudi dobitnica univerzitetne Prešernove nagrade, Škerjančeve nagrade in nagrade Friends in New York TCM in London Prize. Je članica komorne zasedbe »The Greenwich Piano Trio« skupaj z violoncelistom Stjepanom Hauserjem in pianistko Yoko Misumi, ki so zmagali na tekmovanju The Cavatina Chamber Music Competition 2006 v Londonu. Trio nastopa v Združenem kraljestvu, Sloveniji, Hrvaskem, Avstriji, Nemčiji in Italiji.
Nagrada Prešernovega sklada 2021.